# Leucanopsis oblonga
Leucanopsis oblonga är en fjärilsart som beskrevs av Rothschild 1909. Leucanopsis oblonga ingår i släktet Leucanopsis och familjen björnspinnare. Inga underarter finns listade i Catalogue of Life.